# Torrey DeVitto
Torrey Joëlle DeVitto (Huntington (New York), 8 juni 1984) is een Amerikaans actrice, producer, violiste en voormalig model

## Biografie
DeVitto werd geboren in Huntington (New York) in een gezin van drie kinderen, en groeide op in haar geboorteplaats en Winter Park (Florida). Haar vader, die Italiaanse voorouders had, was langdurig de drummer voor Billy Joel. Toen DeVitto zes jaar oud was begon ze met vioolspelen, in groep 6 (4th grade) speelde ze mee in een lokale 'high school' orkest. Van 1995-1997 speelde ze bij het Florida Symphony Youth Orchestra en van 1997-1998 bij het Florida Artist Orchestra. Met deze orkesten reisde zij naar Europa om optredens te geven. Lange tijd dacht DeVitto dat ze een carrière kon maken als violiste. Toen ze rond de vijftien was begon ze met modellenwerk. Zij werkte voor een zomer als model in Japan. Als actrice begon zij met acteren in tv-reclames. Zij besloot dat zij als actrice carrière wilde maken en stopte haar werkzaamheden als model en violiste. Als muzikante speelde zij de viool op albums voor onder andere Raphael Saadiq en Stevie Nicks. En in 2018 deed ze een campagne waarin ze de viool speelt. 
DeVitto begon in 2003 met acteren in de televisieserie Dawson's Creek, waarna zij nog meerdere rollen speelde in televisieseries en films. 
DeVitto was van 2011 tot en met 2013 getrouwd met acteur Paul Wesley. Momenteel (oktober 2020) heeft ze een relatie met acteur Will Estes.

## Filmografie

### Films
Uitgezonderd korte films.
| Jaar | Titel                                     | Rol             | Opmerkingen           |  |
| ---- | ----------------------------------------- | --------------- | --------------------- |  |
| 2006 | I'll Always Know What You Did Last Summer | Zoe Carpenter   | Direct-naar-video     |  |
| 2007 | Heber Holiday                             | Sierra Young    |                       |  |
| 2008 | Killer Movie                              | Phoebe Hilldale |                       |  |
| 2008 | Green Flash                               | Mia Fonseca     |                       |  |
| 2011 | The Rite                                  | Nina            |                       |  |
| 2012 | Cheesecake Casserole                      | Margo           |                       |  |
| 2012 | The Real St. Nick                         | Kate            | Lifetime film         |  |
| 2013 | Evidence                                  | Leann Hoodplatt |                       |  |
| 2014 | Best Christmas Party Ever                 | Jennie Stanton  | Hallmark Channel film |  |
| 2015 | It Had To Be You                          | Darby Powell    | Hallmark Channel film |  |
| 2016 | Stevie D                                  | Daria Laurentis |                       |  |
| 2019 | Write Before Christmas                    | Jessica         | Hallmark Channel film |  |
| 2021 | Cold                                      | Ashley          |                       |  |
| 2021 | Killer Movie: Director's Cut              | Phoebe          |                       |  |
| 2021 | The Christmas Promise                     | Nicole Graham   |                       |  |
| 2022 | Rip in Time                               | Sarah Majors    |                       |  |
| 2022 | Amy Makes Three                           | Carla Forrest   |                       |  |

### Televisieseries
Uitgezonderd eenmalige gastrollen.
| Jaar      | Titel               | Rol                 | Opmerkingen                             |
| --------- | ------------------- | ------------------- | --------------------------------------- |
| 2005–2006 | Beautiful People    | Karen Kerr          | Hoofdrol; 16 afleveringen               |
| 2008–2009 | One Tree Hill       | Nanny Carrie        | Bijrol (seizoenen 5–6); 14 afleveringen |
| 2012–2013 | The Vampire Diaries | Dr. Meredith Fell   | Bijrol (seizoenen 3–4); 12 afleveringen |
| 2013      | Army Wives          | Maggie Hall         | Hoofdrol (seizoen 7); 13 afleveringen   |
| 2010-2017 | Pretty Little Liars | Melissa Hastings    | 40 afleveringen                         |
| 2016-2019 | Chicago P.D.        | Dr. Natalie Manning | Bijrol: 7 afleveringen                  |
| 2017-2020 | Chicago Fire        | Dr. Natalie Manning | Bijrol: 4 afleveringen                  |
| 2017-2021 | Chicago Med         | Dr. Natalie Manning | Hoofdrol: 120 afleveringen              |

### Producer
- 2019 Saving Daisy (documentaire)

### Muziekvideo's
| Jaar | Titel                        | Rol      | Artiest      |
| ---- | ---------------------------- | -------- | ------------ |
| 2008 | "We Are the Ones"            |          | Will.i.am    |
| 2011 | "Moonlight"                  | Violiste | Stevie Nicks |
| 2013 | Stevie Nicks: In Your Dreams | Violiste | Stevie Nicks |

- Bibliothèque nationale de France: cb15125376q (data)
- International Standard Name Identifier: 0000 0001 1884 0444
- Library of Congress Control Number: n2011027120
- Virtual International Authority File: 5228903
- WorldCat: E39PBJdWM46FjQQtXC7VTF7GpP